# 티띠판 뿌앙찬
티띠판 뿌앙찬(태국어: ฐิติพันธ์ พ่วงจันทร์, 1993년 9월 1일 ~ )은 태국의 축구 선수로 포지션은 미드필더이다. 현재는 타이 리그1의 BG 빠툼 유나이티드 소속으로 활동하고 있다.

## 클럽 경력
2005년에 태국 방콕에 위치한 솟리위야 제2학교 축구단에 입단하면서 선수 생활을 시작했으며 2010년에 무앙통 유나이티드 유스 팀에 입단했다. 2011년에 무앙통 유나이티드 성인 팀으로 승격되면서 타이 리그1 무대에 데뷔했고 2012 시즌에서는 무앙통 유나이티드의 타이 리그1 우승을 견인했다.
2016년부터 2018년까지 치앙라이 유나이티드에서 활동했으며 2017 시즌에서는 치앙라이 유나이티드의 태국 FA컵 우승에 기여했다. 2018년에는 BG 빠툼 유나이티드로 이적했다.

## 국가대표 경력
2011년부터 2012년까지 태국 U-19 축구 국가대표팀 선수로 활동했으며 2013년에 태국 축구 국가대표팀 선수로 데뷔했다. 2012년부터 2016년까지 태국 U-23 축구 국가대표팀 선수로 활동했고 미얀마에서 개최된 2013년 동남아시아 경기 대회, 싱가포르에서 개최된 2015년 동남아시아 경기 대회에서는 태국의 남자 축구 금메달에 기여했다.
아랍에미리트에서 개최된 2019년 AFC 아시안컵에 참가했으며 아랍에미리트와의 조별 예선 경기에서 1-1 동점골을 기록했다. 태국은 아랍에미리트와 1-1 무승부를 기록하면서 16강전에 진출하게 된다.

## 수상

### 클럽
무앙통 유나이티드
- 타이 리그1 1회 우승 (2012)

치앙라이 유나이티드
- 태국 FA컵 1회 우승 (2017)

### 국가대표
태국 U-19
- 2011년 AFF U-19 축구 선수권 대회 우승

태국 U-23
- 2013년 동남아시아 경기 대회 남자 축구 금메달
- 2015년 동남아시아 경기 대회 남자 축구 금메달

태국
- 2017년 킹스컵 우승